# E1-Formfaktor
Der E1-Formfaktor (vorher auch Ruler genannt) ist eine Bauform für Solid-State-Drives.
Der offizielle Name ist 1U Short SSD Form Factor. Speichergeräte dieses Formfaktors sollen zunächst über NVM-Express-Schnittstelle angeschlossen werden, letztlich also über PCI Express.
Der Formfaktor wurde 2017 von Intel vorgestellt.
Die E1-Formate sind Teil der EDSFF-Spezifikationsserie.
Die Standardisierung dieser Bauform durch die SNIA wurde im Sommer 2018 freigegeben.
| Normnummer  | Name                                               | URL                                        |
| ----------- | -------------------------------------------------- | ------------------------------------------ |
| SFF-TA-1006 | Enterprise and Datacenter 1U Short SSD Form Factor | https://members.snia.org/document/dl/26956 |
| SFF-TA-1007 | Enterprise and Datacenter 1U Long SSD Form Factor  | https://members.snia.org/document/dl/26644 |
| SFF-TA-1002 | Protocol Agnostic Multi-Lane High Speed Connector  | https://members.snia.org/document/dl/27231 |

| Form- faktor | Größe               | Interface | Leistungs- aufnahme | Standard    |
| ------------ | ------------------- | --------- | ------------------- | ----------- |
| E1.S         | 111,50 mm × 31,5 mm | PCIx4     | max. 12 W           | SFF-TA-1006 |
| E1.L         | 318,75 mm × 38,4 mm | PCIx8     | max. 40 W           | SFF-TA-1007 |

Ziel des Standards ist es, möglichst viel Festkörperspeicher in einem 19-Zoll-Rack (1 HE) unterzubringen, in diesem Fall maximal 36 Stück. 2018 sind bereits Steckkarten nach E1.S mit einer Kapazität von 8 TByte erhältlich, es können also bis zu 288 TByte Speicherkapazität in einer Höheneinheit untergebracht werden. Steckverbinder und Formfaktor sind auch für die Unterstützung kommender Busnormen wie PCI-Express 4.0 und Gen-Z ausgelegt.
Im Juli 2023 stelle Solidigm die Enterprise-SSD P5336 vor, welche 61,44 TByte Flash-Speicher fasst (U.2- und E1.L-Versionen). Mit 32 der E1.L-SSDs in einem Rackeinschub mit 1 HE (etwa 4,5 cm) summiert sich die Speichermenge dort auf 2 PByte.